# Sajguty
Sajguty (ros. Сайгуты) – wieś (dieriewnia) w Rosji, w obwodzie irkuckim, w rejonie irkuckim. W 2010 liczyła 271 mieszkańców.